# Histieu
Histieu, filho de Liságoras, foi um tirano de Mileto quando esta cidade pertencia ao Império Aquemênida.
Em 504 a.C., Histieu foi para Susa, se encontrar com Dario, e deixou, como governador de Mileto, Aristágoras, filho de Molpágoras. Aristágoras era seu genro e primo.
Foi durante a ausência de Histieu que Aristágoras recebeu a visita de alguns cidadãos ricos, exilados da ilha de Naxos, que pediram sua ajuda. Aristágoras e Artafernes, irmão de Dario, planejaram a conquista das Cíclades.
Em 503 a.C., Aristágoras atacou Naxos, mas após quatro meses de cerco, sem sucesso, desistiu da expedição. No ano seguinte, Aristágoras, com medo de perder sua posição em Mileto por causa do fracasso, começa a planejar a revolta jônica; neste momento ele recebe uma mensagem secreta de Histieu, para que ele se revoltasse contra os persas.
Em 500 a.C., assim que soube que Sardes havia sido queimada pela revolta, Dario convocou Histieu, e acusou Histieu de ter colocado em Mileto uma pessoa que havia causado a revolta. Histieu negou que tivesse qualquer relação com a revolta, e pediu para ser enviado de volta à Jônia, para tentar conter a revolta.
Em 499 a.C., Histieu chegou a Sardis, e foi acusado, por Artafernes, de ter sido o mentor da revolta. Histieu fugiu para Quios, foi preso pelos cidadãos mas logo liberado. Com o apoio de Quios, Histieu tentou voltar a ser tirano de Mileto, mas estes, que já haviam expulsado Aristágoras, não queriam perder a liberdade, e Histieu, ferido, voltou a Quios. No ano seguinte, ele foi a Mitilene, conseguiu oito navios, e foi a Bizâncio, capturar navios mercantes.
Em 497 a.C., Mileto foi capturada pelos persas e destruída. Histieu, que estava cercando Tasos, retornou para Lesbos, porém teve que lutar contra o persa Harpago, que o derrotou. Histieu, ao ver suas forças sendo derrotadas, falou em persa quem ele era, e se rendeu, na esperança de ser perdoado por Dario. Artafernes, porém, o crucificou  e enviou sua cabeça da Dario, que ficou contrariado, porque queria tê-lo recebido vivo.